# Kien Svay
Kien Svay är ett distrikt i Kambodja.   Det ligger i provinsen Kandal, i den södra delen av landet, 27 km sydost om huvudstaden Phnom Penh.